# Grundschule Rothensee

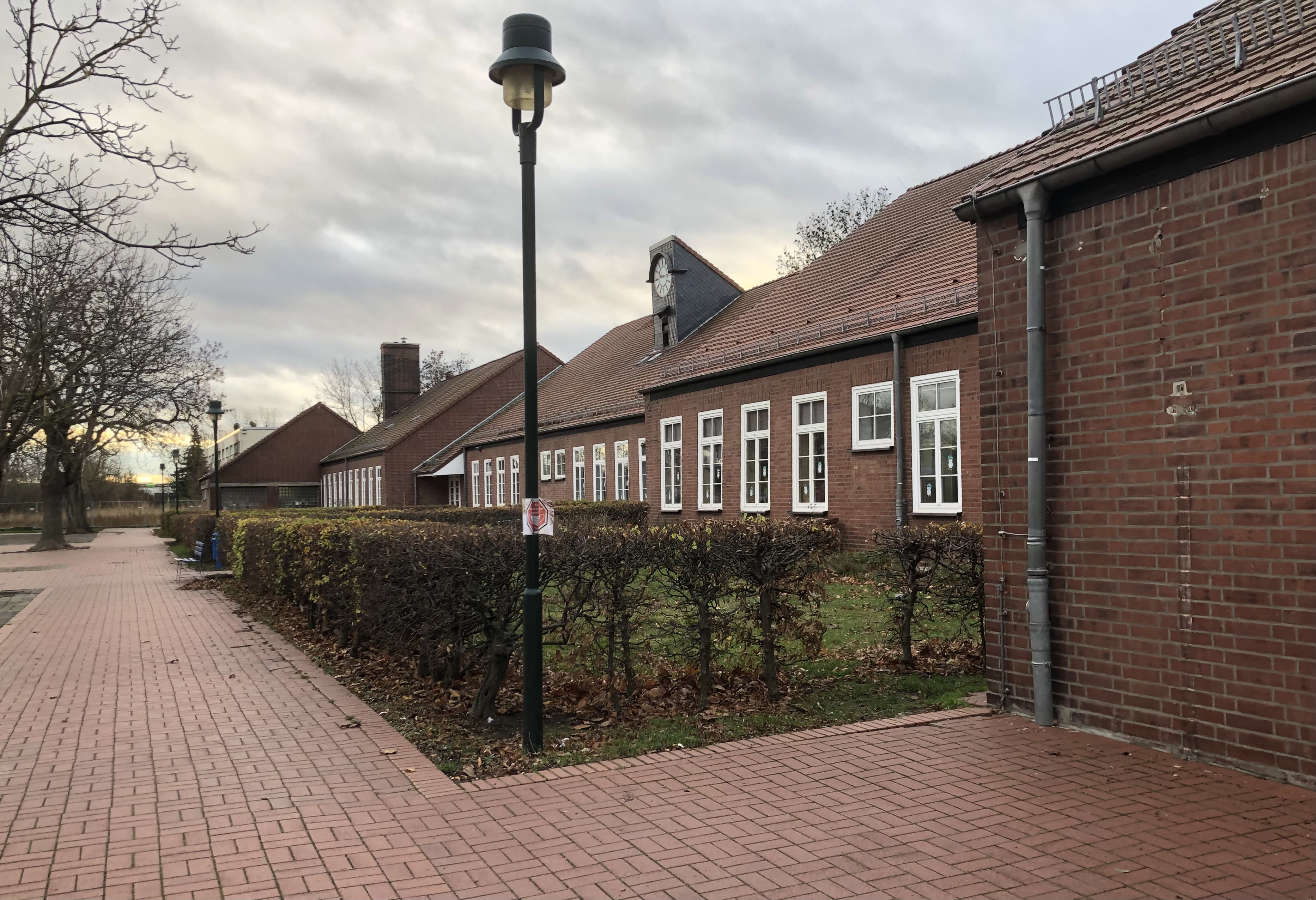
Grundschule Rothensee, Blick von Nordosten, 2021

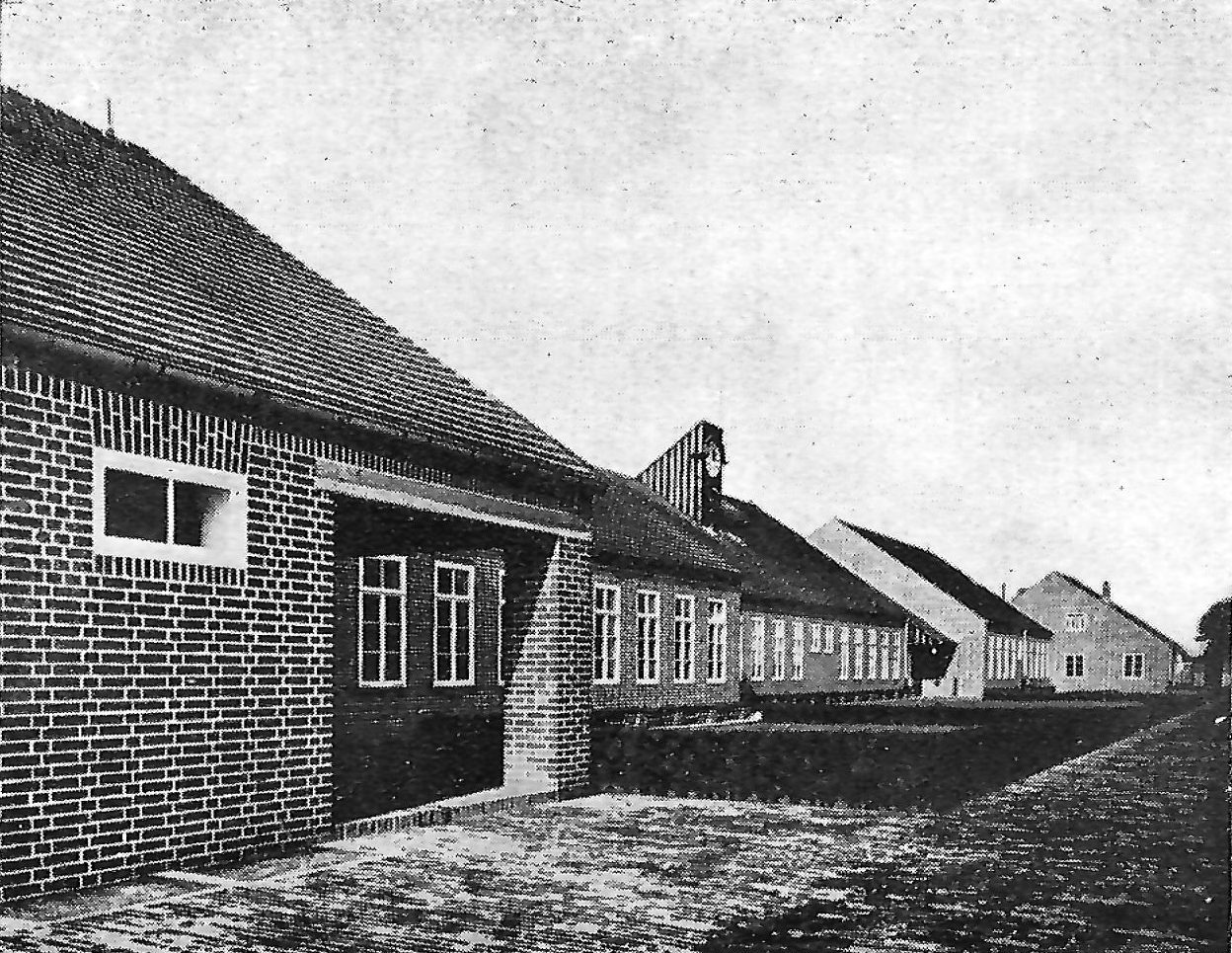
Blick von Südosten, 1925

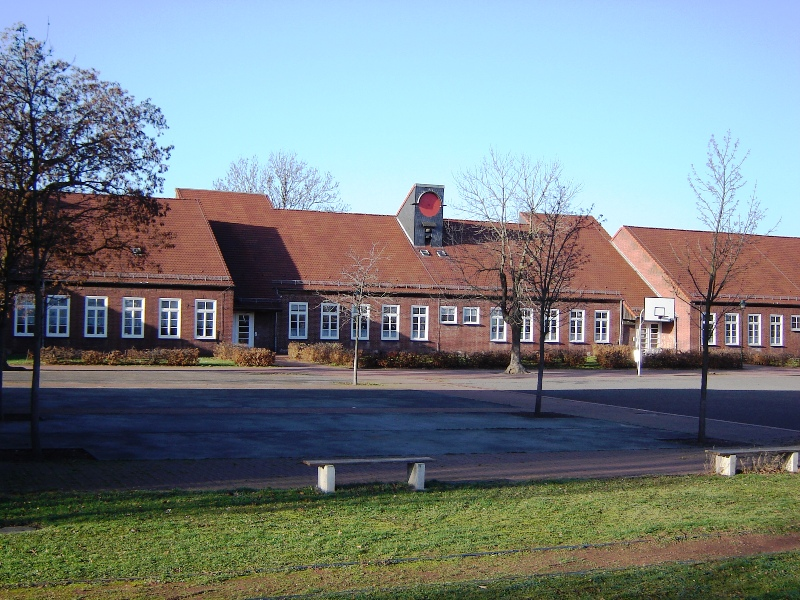
Ostseite, 2006

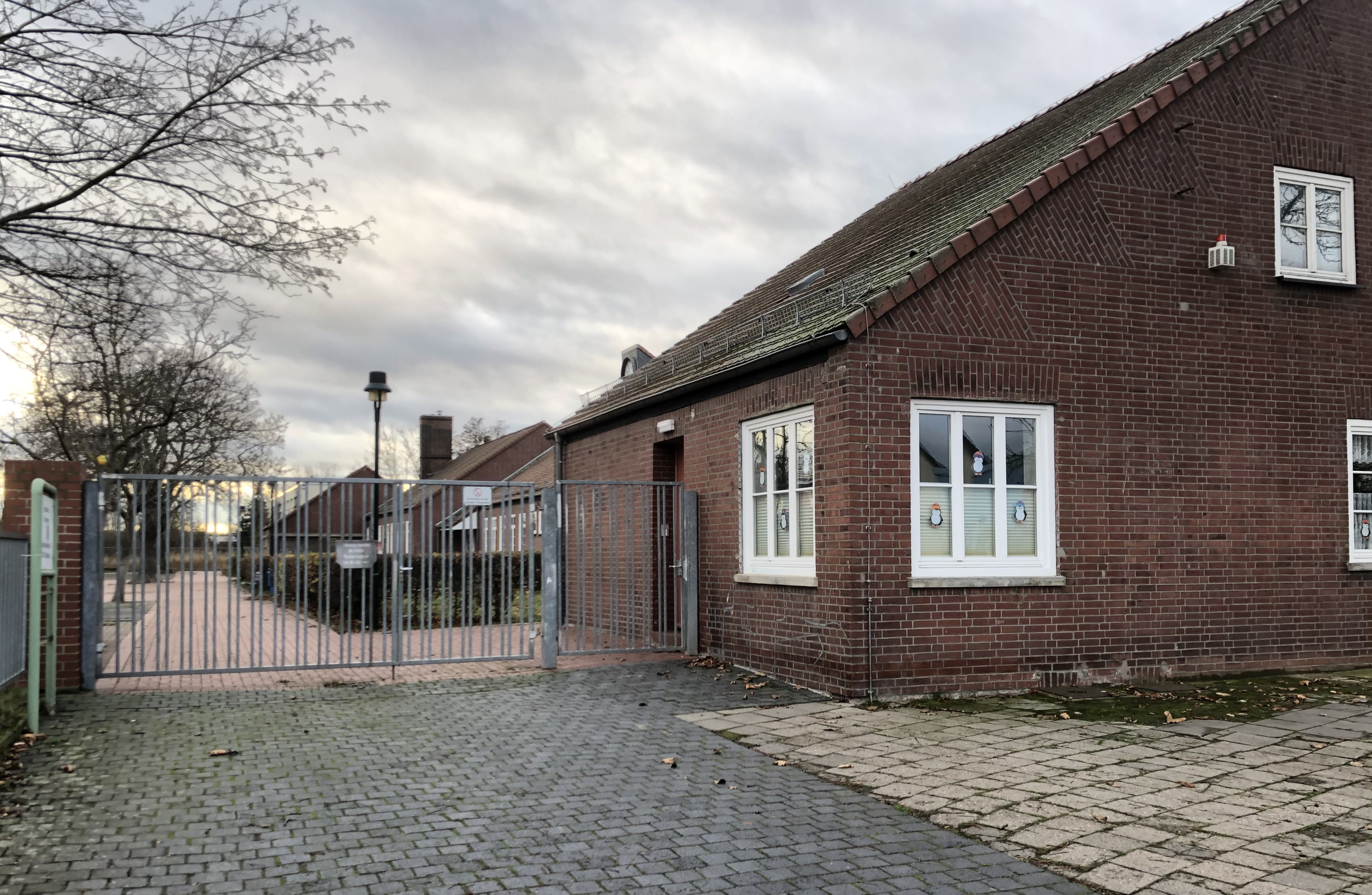
Nördlicher Eingang zum Hof von der Buschfeldstraße

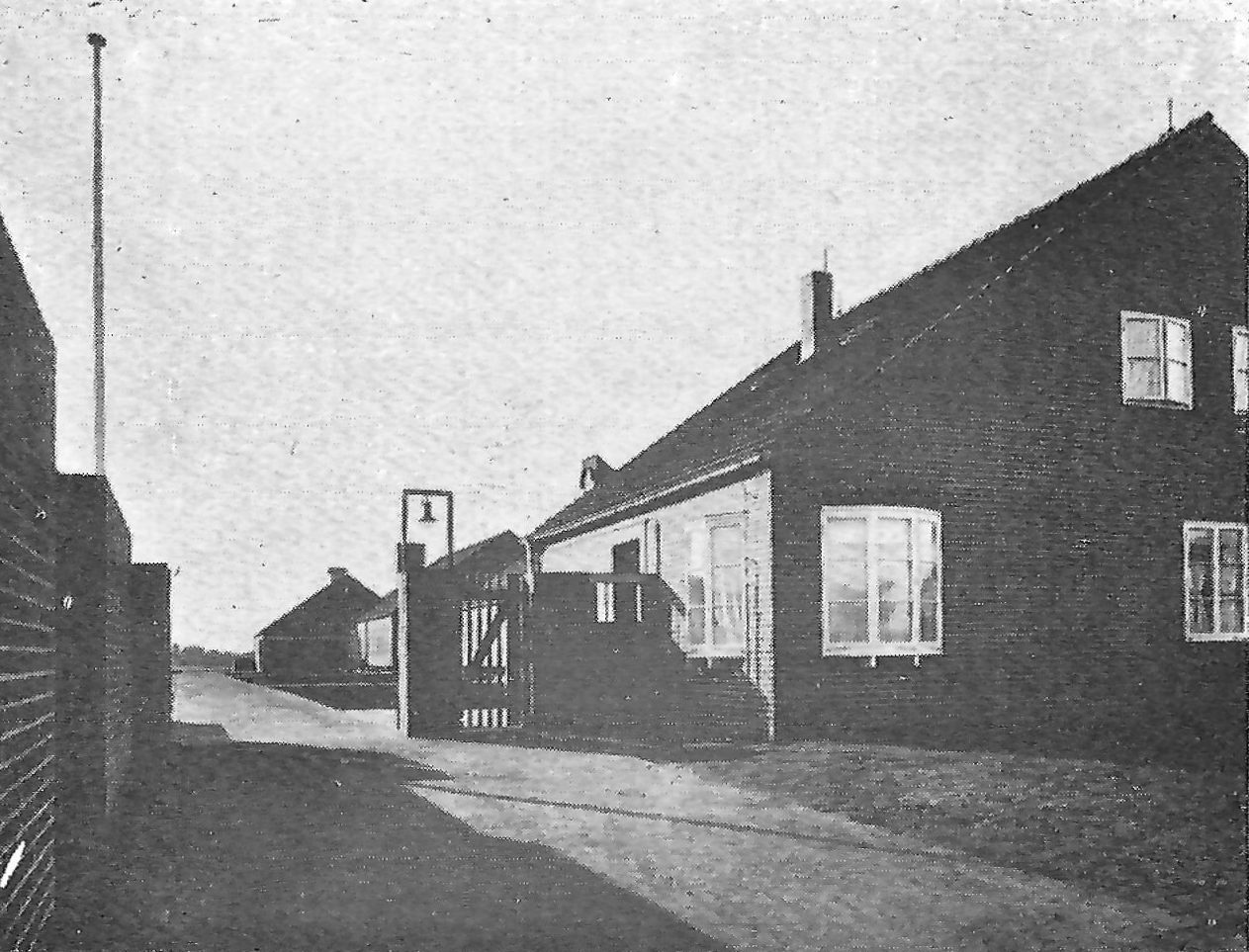
Eingangsbereich, 1925

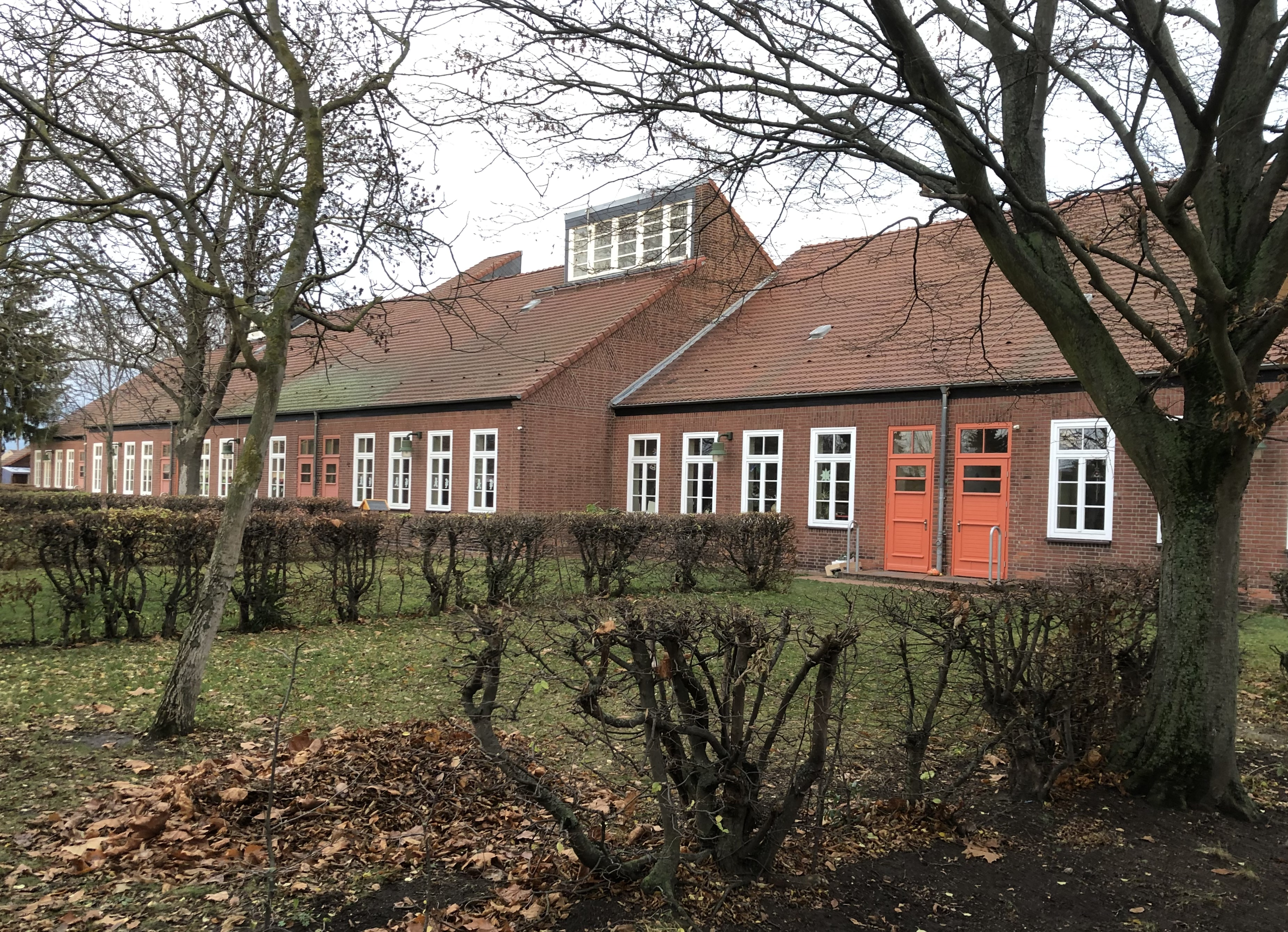
Blick von Südwesten, auf dem Dach das pultartige Oberlicht

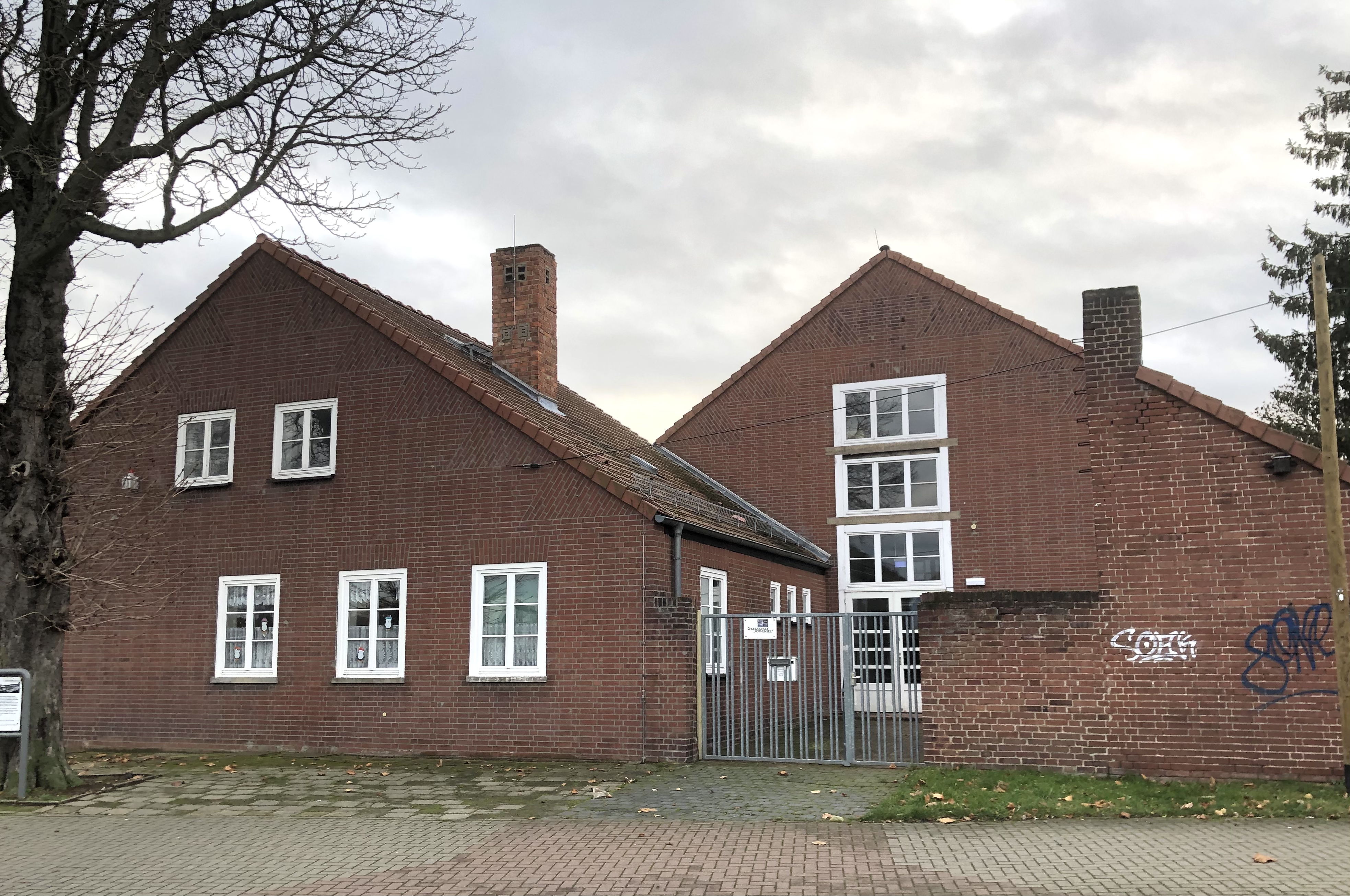
Blick auf die Nordseite, rechts das Waschhaus des Hausmeisters

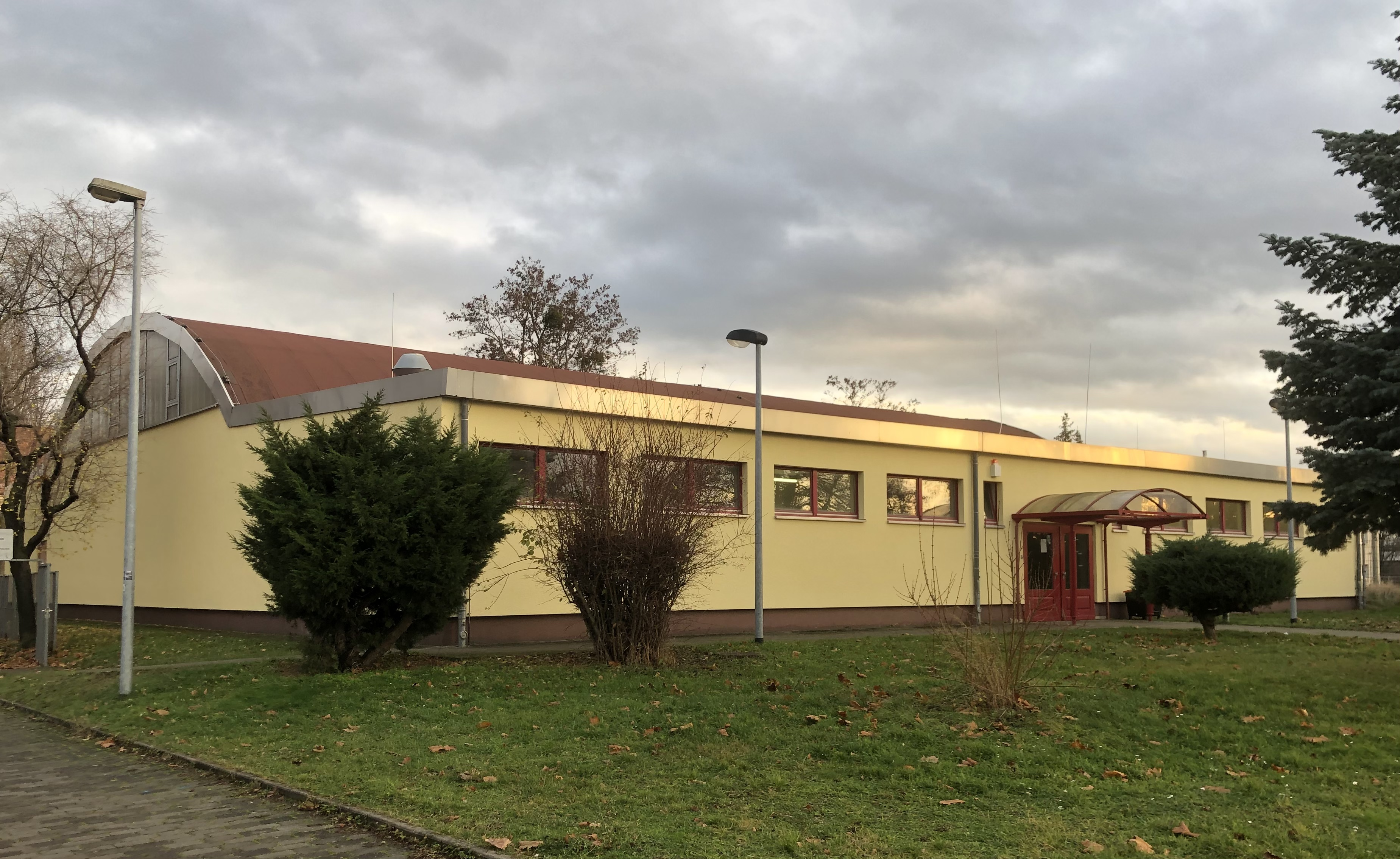
Sporthalle, 2021

Die Grundschule Rothensee ist eine denkmalgeschützte Grundschule in Magdeburg in Sachsen-Anhalt.

## Lage
Die Schule befindet sich auf der Ostseite der Windmühlenstraße an der Adresse Windmühlenstraße 30 im Magdeburger Stadtteil Rothensee. Östlich der Schule verläuft der August-Bebel-Damm, nördlich die Buschfeldstraße.

## Geschichte
Bereits ab dem Ende des 17. Jahrhunderts ist die fortlaufende Anstellung eines Lehrers in Rothensee überliefert, der auch als Küster, Kantor und Organist tätig war. Der Unterricht wurde ab 1828 im Kantorat in der Krugstraße 10 erteilt. 1861 wurde wegen steigender Schülerzahlen in der Akazienstraße 21 ein neues Schulhaus gebaut. Mit der Eingemeindung Rothensees nach Magdeburg im Jahr 1908 und der einsetzenden Entwicklung Rothensees zum Industriestandort, stiegen auch die Schülerzahlen wieder deutlich an, so dass sich wieder ein Neubau erforderlich machte, der 1925/26 nach Plänen von Stadtbaurat Johannes Göderitz in bemerkenswerter architektonischer Gestaltung als Versuchsschule entstand. Sie wurde von Oberbürgermeister Hermann Beims eingeweiht.
Für das Jahr 1926 gibt es einen Bericht darüber, dass auch die Ausschachtungsarbeiten für ein an der Windmühlenstraße beabsichtigtes Lehrerwohnhaus abgeschlossen worden waren. Der südliche Seitenflügel mit Lehrerwohnung und Heizhaus wurde im Zweiten Weltkrieg durch Bomben zerstört. Ein Wiederaufbau dieses Flügels erfolgte nicht in der ursprünglichen Form. 1944 wurde der Schulbetrieb kriegsbedingt eingestellt und erst am 1. Oktober 1945 wieder aufgenommen.
1950/51 wurde ein Nebengebäude errichtet, um die durch Zuzug von Vertriebenen gestiegenen Schülerzahlen zu bewältigen. Die Einweihung der Erweiterung fand am 7. April 1951 statt. Die Schule wurde in der DDR als Polytechnische Oberschule (POS) August Bebel betrieben. Am 18. Juni 1980 erfolgte die Eintragung des 1925/26 gebauten Schulkomplexes in die Denkmalliste. 1982/83 wurde ein Erweiterungsbau an das Gebäude aus den 1950er Jahren angefügt.
1991 wurde aus der POS die Grundschule Rothensee ausgegliedert, die den Altbau der 1920er Jahre nutzte. Die jüngeren Gebäude wurde seit dem von der Sekundarschule August Bebel genutzt, die bis 2002 bestand. Eine Sanierung der Turnhalle erfolgte 2002/2003, die Teil einer multifunktionalen Sport- und Freizeitanlage wurde. Im Sommer 2012 erfolgte eine Sanierung der Küche, im Herbst des Jahres wurde der Spielplatz auf den Schulhof verlegt, im Frühjahr 2015 entstand ein Schulgarten. Die Sanierung der Toiletten erfolgte im Sommer 2015.

## Architektur und Gestaltung
Die heutige Schule entstand als zehnklassige Volksschule Rothensee in den Jahren 1925/26 auf Veranlassung von Stadtschulrat Hans Löscher nach Plänen des Stadtbaurates Johannes Göderitz unter Mitwirkung von Fritz Kneller. Bei der Gestaltung wurde in besonderem Maße auf reformpädagogische Ansätze Rücksicht genommen. Darüber hinaus berücksichtigte Göderitz das zum Bauzeitpunkt noch sehr ländlich geprägte Umfeld. Heute wird die Umgebung durch Gewerbegebiete dominiert.
So entstand ein nur eingeschossiger, aber lang in annähernd Nord-Süd-Richtung gestreckter, jedoch mehrfach gestaffelter Gebäudekomplex, der an ländliche Giebelhäuser erinnert. Die schlichten Fassaden bestehen aus roten Ziegeln. Bedeckt sind die Gebäudeteile von mit Biberschwanzziegeln gedeckten tief herabreichenden Satteldächern. Die Fensteröffnungen sind hochrechteckig ausgeführt, die Fenster wurden als weiße Holzfenster gestaltet, wobei sie durch Sprossen in quadratische Einheiten unterteilt sind.
Der mittlere Teil des Gebäudes stellt den eigentlichen Klassentrakt dar, wobei sein mittleres Element noch etwas weiter nach Osten vorspringt. Von der Hofseite im Osten führen zwei Eingänge in diesen Teil. Insgesamt waren hier zehn normale Klassenräume sowie zwei Räume für Werkklassen vorgesehen. Darüber hinaus wurde ein Lehrerzimmer, ein Zimmer für den Schularzt samt Vorraum vorgesehen. Außerdem bestand ein kleiner Raum für Lehrmittel.
Nördlich schließt sich, nach Osten versetzt, ein Gebäudeteil an, in dem die Hausmeisterwohnung eingerichtet wurden. Dort befand sich auch das Dienstzimmer des Rektors, das das Vorzimmer des Schularztes mit nutzte und ein weiterer, wohl als Lehrmittelzimmer genutzter Raum. Ebenfalls auf der Nordseite entstand ein Waschhaus, welches wohl für den Hausmeister vorgesehen war. An der Südseite, ebenfalls nach Osten versetzt, sind die Toiletten angeordnet.
Mit der Staffelung des Gebäudekomplexes ergibt sich auch, dass der im Haus befindliche Mittelflur nicht der Länge nach durchgeht, sondern von zwei quadratischen Zwischenräumen unterbrochen wird. Diese Räume wurden durch Drahtglasdecken und Oberlichter beleuchtet. Sie wurden etwas verändert 2014 saniert. Die Oberlichter sind in Verlängerung der Dachneigung nach Westen pultartig ausgebildet. In die Räume münden auch die beiden hofseitigen Eingänge. Gegenläufig zu den Oberlichtern erhebt sich mittig angeordnet, in entgegengesetzter Richtung nach Osten ebenfalls in Pultform ein Uhrenturm. Hier wurden auch die Schulglocken untergebracht. Auf der Ostseite befand sich eine durchgehende Bankreihe vor dem Haus.
Die Klassenzimmer hatten zum Teil jeweils einen Zugang zu einem 70 bis 100 m² großen eigenen Garten im Sinne eines erweiterten grünen Klassenzimmers. Die Gärten waren untereinander durch Hecken und Bäume abgegrenzt. Zu jeder Klasse gehört eine vom Klassenraum und zum Teil auch vom Garten aus über zwei Zugänge erreichbare kleine Garderobe mit den Abmessungen 1,5 mal 6,2 Metern. Zum Gartenbereich führen auch zwei Nebeneingänge des Schulgebäudes.
Der Fußboden war mit Parkett aus Eichenholz belegt. Die Flure und Klassenräume erhielten Paneele aus Kiefernholz die farbig warm gebeizt waren. Während die Decken und Wände weiß gestrichen waren, erhielt die Wand, vor der der Lehrer stand, einen grünen Anstrich. Die Flure waren farbig gestaltet. Die Paneele in der zunächst nur provisorisch vorgesehenen Aula waren grauweiß. An der grünweißen Decke und Wänden waren geometrische Muster aufgebracht. In dem Raum befanden sich schwarz gebeizte Zeichentische, die zu Bänken umgeklappt werden konnten.
Auf dem Hof war ursprünglich ein Sportplatz angeordnet, heute wird er als Schulhof und Spielplatz genutzt. Außerdem entstanden bereits in der Bauzeit angrenzend ans Schulgebäude von Hecken umgebende Rasenflächen.
In früheren Planungen war eine monumentalere Ausführung des Uhrenturms vorgesehen. Ursprünglich war außerdem beabsichtigt südlich anschließend einen weiteren gleich gestalteten Komplex zu errichten, der jedoch spiegelverkehrt angelegt sein sollte. Weitere geplante Anbauten waren an der Nordseite des Grundstücks eine Schulaula, Turnhalle sowie Küche. Insgesamt sollten die Gebäude den als Turnareal gestalteten 2800 m² großen Hof umschließen. Diese Planungen wurden jedoch nicht umgesetzt. Um trotzdem eine Aula nutzen zu können, wurden zwei der Klassenräume zusammengelegt und als Zeichensaal und Aula genutzt. Die beiden Räume wurden mit einer Harmonikawand versehen, so dass auch eine einzelne Nutzbarkeit weiter gegeben war.
Aufgrund der architektonischen Besonderheiten wurde die Schule zur Bauzeit auch als Gartenschule oder Landschulheim bezeichnet.
Im Rahmen von Renovierungen wurden die Türen zum Garten erneuert. Entsprechend der ursprünglichen Farbgebung wurden sie wieder rotorange, ziegelrot gestrichen. Die Fußböden wurden erneuert. Eine ursprünglich zum Dachgeschoss führende Treppe wurde aus Brandschutzgründen entfernt.
Im örtlichen Denkmalverzeichnis ist die Schule unter der Erfassungsnummer 094 17395 als Baudenkmal verzeichnet.
Die Schule gilt als architektonisch bemerkenswert und schul- und architekturgeschichtlich bedeutend und wichtiges Zeugnis für Magdeburg als Stadt des neuen Bauwillens in den 1920er Jahren. Sie ist ein wichtiges Beispiel der Architektur für die Reformpädagogik in der Zeit der Weimarer Republik.

## Persönlichkeiten
Der Fußballer Otto Fräßdorf (* 1942) begann mit dem Fußballspielen in einer Schulmannschaft der August-Bebel-Schule.